# 立川武蔵
立川 武蔵（たちかわ むさし、1942年2月6日 - ）は、日本の宗教学者。国立民族学博物館名誉教授。専攻は仏教学・インド哲学（インド文献学）。

## 来歴・人物
愛知県名古屋市生まれ。東海高等学校を経て、1964年名古屋大学文学部インド哲学専攻卒、1966年同大学院修士課程修了、1967年同博士課程中退、1970年ハーバード大学大学院インド学科博士課程単位取得退学、1975年The structure of the world in Udayana's realism により同大学Ph.D、1985年「中論の思想」で名大文学博士。
名古屋大学文学部講師、1973年助教授、1982年国立民族学博物館助教授併任、1989年名大および民博教授、1992年総合研究大学院大学教授併任。2004年3月民博名誉教授、同年4月から2011年3月末まで愛知学院大学文学部国際学科教授を務めた。
仏教、ヒンドゥー教をその原典に立ち返って解釈する仕事を行なっている。

### 受賞・受勲歴
- 1991年 アジア・太平洋賞特別賞（「女神たちのインド」により）
- 1997年 中日文化賞[1]
- 2001年 中村元東方学術賞
- 2008年 紫綬褒章
- 2015年春 瑞宝中綬章[2]

## 著書
- 『インド・アメリカ思索行 近代合理主義克服への道』 山と渓谷社 1978
- 『「空」の構造 『中論』の論理』第三文明社・レグルス文庫 1986／講談社学術文庫 2024
- 『曼荼羅の神々 仏教のイコノロジー』ありな書房 1987、新版2004
- 『ヨーガの哲学』講談社現代新書 1988／講談社学術文庫 2013
- 『女神たちのインド』せりか書房 1990
- 『はじめてのインド哲学』講談社現代新書 1992
- 『インド・ネパール聖なるものへの旅』人文書院 1994
- 『日本仏教の思想 受容と変容の千五百年史』講談社現代新書 1995
- 『マンダラ瞑想法 密教のフィールドワーク』角川選書 1997
- 『ブッダの哲学  現代思想としての仏教』法藏館 1998
- 『最澄と空海 日本仏教思想の誕生』講談社選書メチエ 1998／角川ソフィア文庫 2016
- 『密教の思想』吉川弘文館〈歴史文化ライブラリー〉 1998、オンデマンド版2017
- 『般若心経の新しい読み方』春秋社 2001
- 『シヴァと女神たち』山川出版社 2002
- 『空の思想史 原始仏教から日本近代へ』講談社学術文庫 2003
- 『ヒンドゥー教巡礼』集英社新書 2005
- 『聖なるもの俗なるもの　ブッディスト・セオロジーⅠ』講談社選書メチエ 2006
- 『マンダラという世界　ブッディスト・セオロジーⅡ』講談社選書メチエ 2006
- 『仏とは何か　ブッディスト・セオロジーⅢ』講談社選書メチエ 2007
- 『空の実践　ブッディスト・セオロジーⅣ』講談社選書メチエ 2007
- 『ヨーガと浄土　ブッディスト・セオロジーⅤ』講談社選書メチエ 2008
  - 改稿版『仏教原論　ブッディスト・セオロジー 完全版』KADOKAWA 2019
- 『ヒンドゥー神話の神々』せりか書房 2008
- 『ヒンドゥー教の聖地』山川出版社 2009
- 『仏はどこにいるのか マンダラと浄土』せりか書房 2011
- 『ブッダから、ほとけへ 原点から読み解く日本の仏教思想』岩波書店 2013
- 『ブッダをたずねて 仏教二五〇〇年の歴史』集英社新書 2014
- 『ヒンドゥー教の歴史』山川出版社 2014
- 『弥勒の来た道』NHK出版〈NHKブックス〉 2015
- 『マンダラ観想と密教思想』春秋社 2015
- 『死後の世界 東アジア宗教の回廊をゆく』ぷねうま舎 2017
- 『三人のブッダ』春秋社 2019
- 『仏教史 第1巻　仏教の源泉』、『第2巻　仏教の展開』西日本出版社 2021
- 『詩集 時の太鼓』あるむ 2022
- 『死と生の仏教哲学　親鸞と空海をよむ』角川選書 2023
- 『中論講義』上下、法藏館、2024-25

### 学術出版
- 『西蔵仏教宗義研究 第1巻（トゥカン『一切宗義』サキャ派の章）』 東洋文庫 1974
- 『西蔵仏教宗義研究 第5巻（トゥカン『一切宗義』カギュ派の章）』東洋文庫 1987
- 『チベットの言語と文化―北村甫退官記念論文集』 長野泰彦共編 冬樹社 1987
- 『中論の思想』法藏館 1994

### 訳書
- ミルチャ・エリアーデ『著作集 第9・10巻 ヨーガ Ⅰ・Ⅱ』堀一郎監修、せりか書房、1975、のち新版
- 『原始仏典10 ブッダチャリタ』梶山雄一・小林信彦・御牧克己 共訳、講談社 1985
  - 『完訳 ブッダチャリタ』講談社学術文庫 2019
- ルードルフ・オットー『インドの神と人』立川希代子共訳、人文書院 1988／講談社学術文庫 2024

### 共著・編著・共編著
- ヒンドゥーの神々 せりか書房 1980
- 曼荼羅と輪廻 その思想と美術 佼成出版社 1993
- ヒンドゥー教の本―インド神話が語る宇宙的覚醒への道 ブックス・エソテリカ 学習研究社 1995
- マンダラ宇宙論 法蔵館 1996
- マンダラ 神々の降り立つ超常世界 学習研究社・グラフィックブックス 1996、増訂版2009
- チベット密教の神秘 謎の寺「コンカルドルジェデン」が語る 快楽の空・智慧の海 正木晃共著 学習研究社 1997
- 中国密教 頼富本宏共編 春秋社 1999
- インド密教 頼富本宏共編 春秋社 1999
- チベット密教 頼富本宏共編 春秋社 1999
- 日本密教 頼富本宏共編 春秋社 2000
- アジャンタとエローラ―インドデカン高原の岩窟寺院と壁画　「アジアをゆく」集英社 2000 写真大村次郷
- 癒しと救い アジアの宗教的伝統に学ぶ 玉川大学出版部 2001
- マンダラ チベット・ネパールの仏たち 千里文化財団 2003
- マンダラ 心と身体 千里文化財団 2006
- 聖なる幻獣　集英社新書ヴィジュアル版 2009。写真大村次郷
- アジアの仏教と神々 法蔵館 2012
- 聖なるものの「かたち」 ユーラシア文明を旅する 岩波書店 2014。写真大村次郷
- ネパール密教 歴史・マンダラ・実践儀礼 春秋社 2015
- アジア仏教美術論集 南アジアⅡ ポスト・グプタ朝～パーラ朝　森雅秀共編 中央公論美術出版 2021
- 神たちの食事　供養の時 - 各「八事山仏教シリーズ」、図版解説
- 花はほとけの身体である　生命への意味付け あるむ 2023-2024
- 仏教学者、キリスト教徒の問いに答える 日本の自然と宗教 キャサリン・スパーリング共著 西日本出版社 2024

### CD・DVD出版
2011年から開始した自身の歌唱による世界の聖典読誦「歌のマンダラ」シリーズをCD・DVD出版。
第3作目からは現地を訪れて立川がヒンドゥー教寺院、仏塔、曼陀羅などの解説を行うDVDも付属する。
立川武蔵　歌のマンダラシリーズ
- 真言と詩 -歌のマンダラ- [CD] CLUTCH RECORDS 2011
- 般若心経 -歌のマンダラ2- [CD] CLUTCH RECORDS 2012
- バリの歌 -歌のマンダラ3- [CD+DVD] CLUTCH RECORDS 2014
- カトマンドゥの仏たち -歌のマンダラ4- [CD+DVD] CLUTCH RECORDS 2014
- NIRVANA -pagodas in Bangkok- -歌のマンダラ5- [CD+DVD] CLUTCH RECORDS 2015
- 曼陀羅 -オーンマニペーメーフーン- -歌のマンダラ6- [CD+DVD] CLUTCH RECORDS 2017
- 空海とマンダラ -歌のマンダラ7- [CD+DVD] CLUTCH RECORDS 2018
- 観音 -歌のマンダラ8- [CD+DVD] CLUTCH RECORDS 2019
- 蘇る仏陀 -ボロブドゥール遺跡- -歌のマンダラ9- [CD+DVD] CLUTCH RECORDS 2020
- 聖なるもの -歌のマンダラ10- [CD+DVD] CLUTCH RECORDS 2023

### 論文
- CiNii>立川武蔵
- INBUDS>立川武蔵